# Andropogon angustatus
Andropogon angustatus är en gräsart som först beskrevs av Jan Svatopluk Presl, och fick sitt nu gällande namn av Ernst Gottlieb von Steudel. Andropogon angustatus ingår i släktet Andropogon och familjen gräs. Inga underarter finns listade i Catalogue of Life.